# Ітельмени
Ітельмени — один з корінних етносів півострова Камчатка. Назва є російською адаптацією етноніма ітенмен («сущий», «той, що живе тут»). Стара російська назва — камчадали.

## Історія

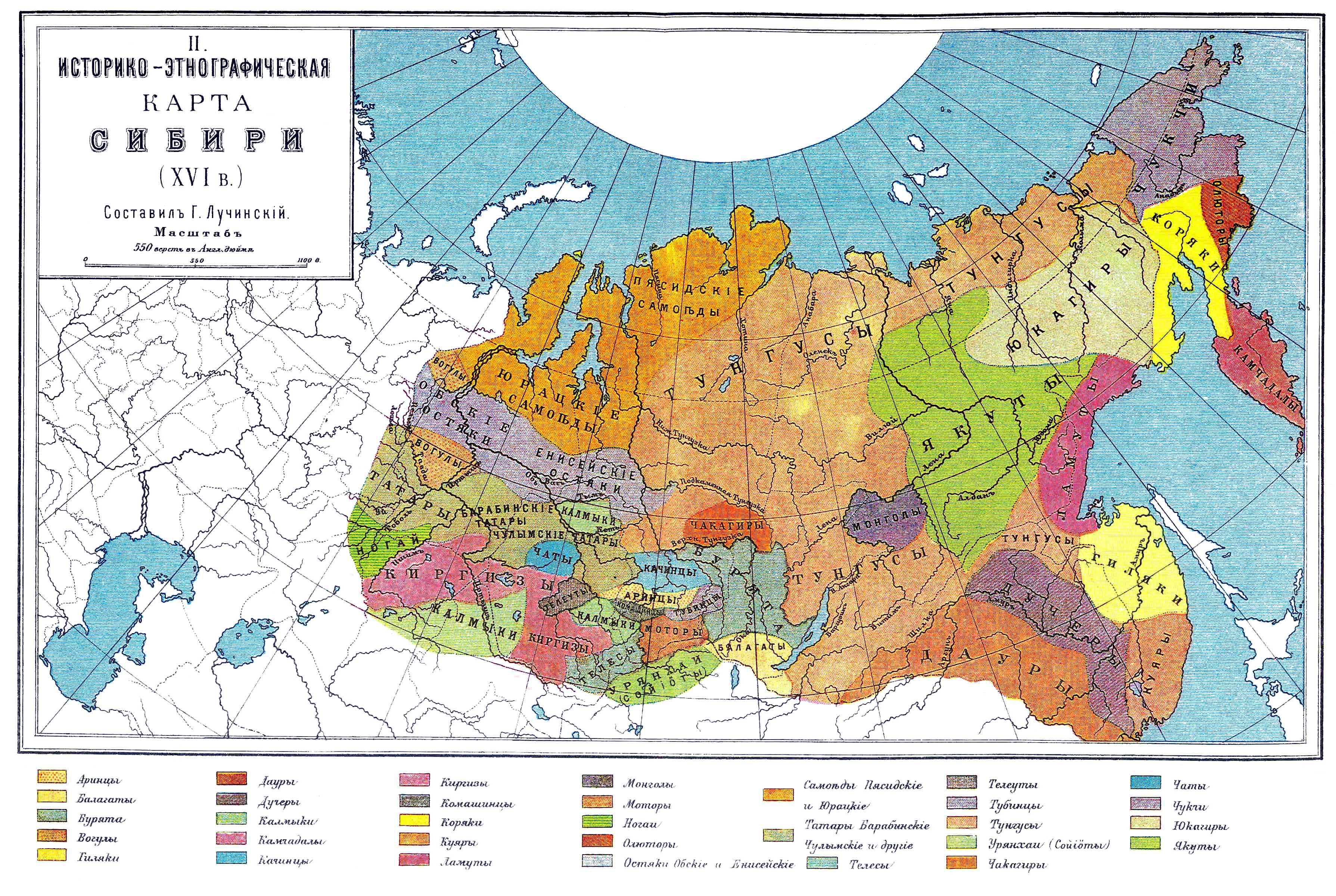
Етнічна мапа (бл. 1900 р.) Сибіру з територією розселення ітельменів (на мапі — камчадалів) у XVI ст. до російської експансії.

Ітельмени вважаються одним з найдавніших народів Сибіру. Аналіз археологічних розкопок на Камчатці засвідчив, що найдавнішим пам'яткам ітельменської культури близько 5200 років.
У XVIII — на початку XIX століть ітельмени поділялись на кілька чималих локальних груп, що мають власні самоназви й особливості культури: камчатську, авачинську, большерецку, західну, хайрюзовську. У цей час північна межа території розселення ітельменів на західному узбережжі Камчатського півострова досягала басейну р. Тігіль, на східному — р. Ука, південна доходила майже до мису Лопатка. У першій половині XIX ст. розміри території розселення не змінюються, але зменшується кількість ітельменських поселень, а в другій половині XIX ст. ітельмени жили вже тільки на західному узбережжі Камчатки.

## Чисельність
Найбільш обґрунтовані відомості про чисельність ітельменів наприкінці XVII—XVIII ст. дав Б. О. Долгих. Він використовував матеріали ясачних книг і прийшов до висновку, що у 1697 р. чисельність ітельменів дорівнювала 12 680 осіб, а в 1738 році — 8448 осіб. Основними причинами зменшення їх чисельності були завезені заразні хвороби (віспа, «гнила гарячка» тощо), колоніальна політика росіян і процес русифікації ітельменів. В ітельменів через малу чисельність немає своєї автономії, живуть вони переважно в Коряцькому АТ. У 1950-х р. у зв'язку з укрупненням колгоспів почалося переселення ітельменів з так званих «неперспективних» селищ. Мешканці селищ Сопочного, Морошечного та Утхолока переселилися в Коврай, жителі Аманіно, Напани та Седанки — в Тігіль.
Наразі основна маса ітельменів живе в селах Коврай, Тігіль, Палана і Хайрюзово.

## Розселення

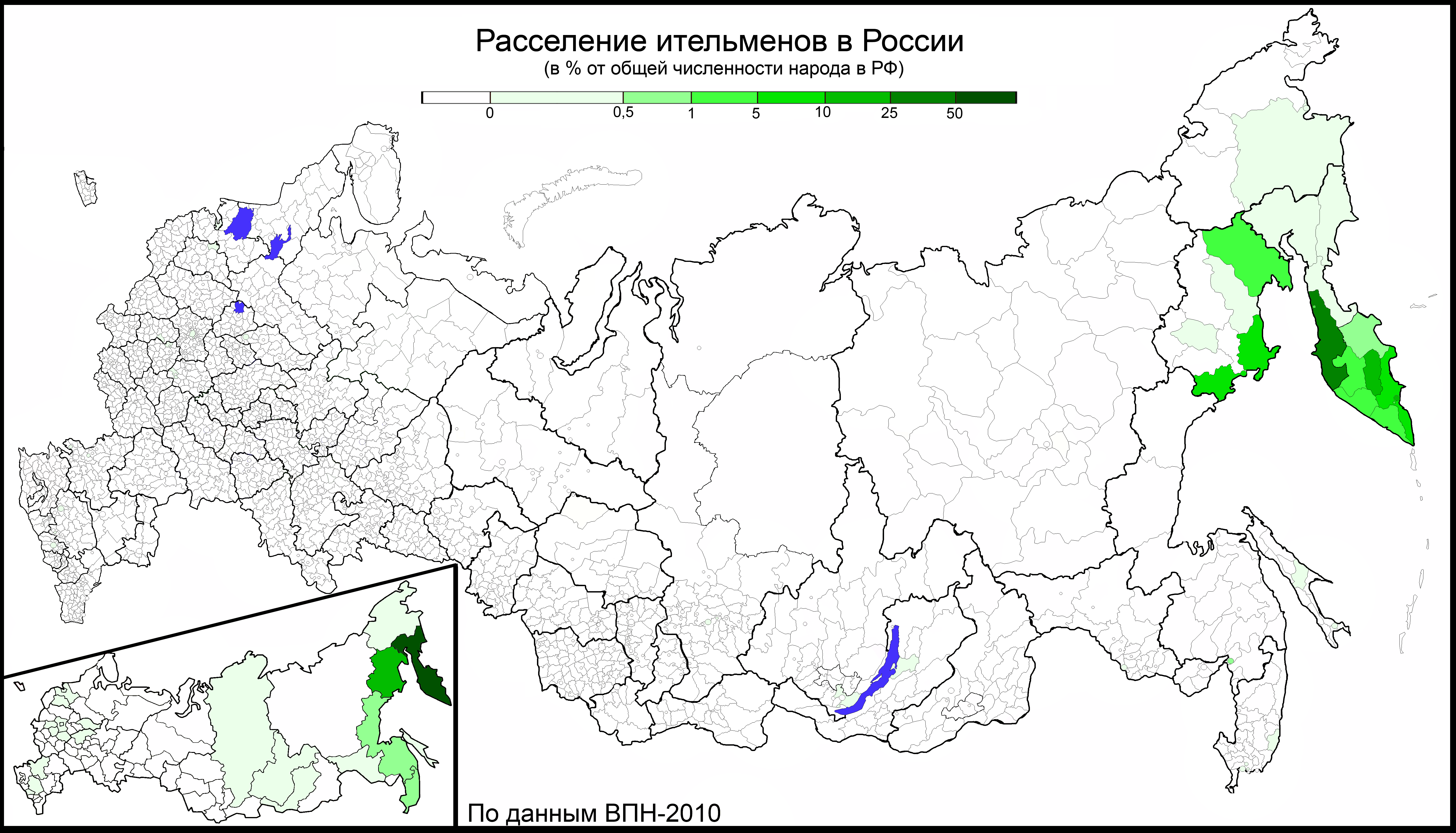
Частка ітельменського населення району в загальній чисельності ітельменів у РФ

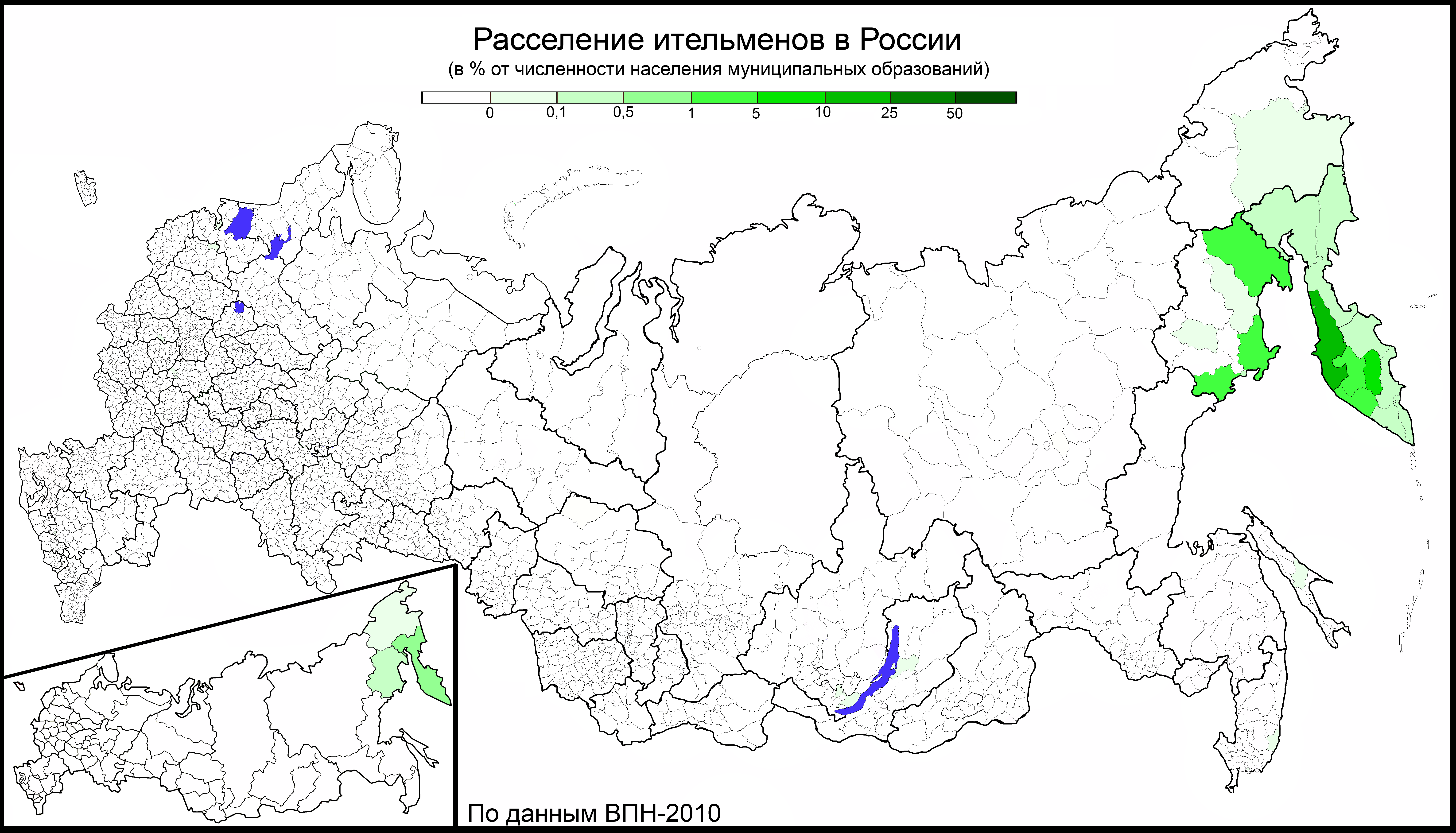
Частка ітельменів у населенні району

Чисельність, за даними Всеросійського перепису населення 2002 року, — 3180 чоловік. Кількість ітельменів значно зросла за останні пару десятиліть (у 1979 їх було — 1370, а в 1989 році — 2481). Таке зростання чисельності було обумовлене певним національним відродженням та відбувалось за рахунок осіб, що перестали вважати себе росіянами.
Зараз проживають в основному на сході півострова Камчатка (Тигільський район Камчатського краю) і в Магаданській області.Поселення ітельменів на початку XVIII століття відповідали сімейним громадам. Розселялися вони на одній річці й були пов'язані кровною спорідненістю і єдністю рибальських угідь. Зазвичай всі родичі жили в одній напівземлянці. Назви більшості селищ (острожков) відповідали назвам річок, на яких вони розташовувалися. Організатором усього населення був старійшина, в його напівземлянці приймалися всі рішення, що регулювали внутрішнє життя селища, обговорювалися всі суспільно значущі справи, тут проводилися святкування жителів селища. За уявленнями ітельменів, усі предмети і явища природи наділені духами, які живуть власним життям. Ступінь шанування тих чи інших духів була в прямій залежності від ступеня їх передбачуваного впливу на матеріальне благополуччя людини. Особливо шанували морського духа, що дає основний продукт харчування — рибу; на честь нього влаштовували свято «очищення» в листопаді. Культ вогню при цьому виступав як святиня. Збиральництво знайшло відображення у віруваннях ітельменів у формі встановлення стовпів із зображенням істот у місцях промислу.

## Мова
Раніше існувало три основні ітельменські мови: східна, західна, південна. До нашого часу збереглась лише західна ітельменська, на якій говорять близько 80 осіб. Відбувається також постійне зниження кількості мовців через те, що нею володіють в основному літні люди.
Умовно ітельменські мови відносять до чукотсько-камчатської мовної родини, проте це робиться скоріше на основі географічного розташування, а не генетичної спорідненості. З усіх ітельменських мов саме західна зазнала найбільшого впливу коряцької мови. Проте її відмінність від решти мов цієї родини дуже велика.
Дуже поширена російська мова, якою вільно володіють всі ітельмени, а вважають рідною — 76,6 %.

## Антропологічні особливості
Антропологічно ітельменів включають у материкову групу популяцій арктичної малої раси північної монголоїної раси.

## Культура

### Духовна культура

#### Релігія
Традиційні вірування ітельменів — анімізм, тотемізм, фетишизм — пов'язані з поклонінням духам-господарям. Особливо шанувався «господар моря» Мітг, що дає основний продукт живлення — рибу. В ітельменів була відсутня ідея єдиного бога. Ітельменські шамани не мали обрядового одягу й бубнів, у ролі шаманів зазвичай виступали жінки. Світ ітельмени вважали вічним, душі — безсмертними. Творцем народу, першопредком вони вважали Ворона (Кутх). Одним з видів релігійних поглядів був фетишизм. Чоловіки та жінки носили амулети з різьблених зображень істот. Величезну роль відігравали всякого роду повір'я і прикмети: так, навесні не можна розбирати старі будинки і балагани, у яких багато юкольної молі — її боїться риба й може піти з річки. Категорично заборонялося рятувати потопаючого або засипаного сніговою лавиною, оскільки вважалося, що тим самим позбавляються бажаної їжі духів води і гір. Традиційні вірування ітельменів були обумовлені їхнім способом життя, соціальною організацією та екологічним середовищем. З середини XVIII століття ітельмени були навернуті в православ'я, при цьому зберіглися залишки попередніх вірувань.

#### Фольклор
Широко відомий цикл оповідей про воронячого персонажа Кутха. Найбільша кількість ітельменських казок була записана на початку XX ст. російським етнографом Ст. І. Іохельсоном.

### Матеріальна культура

#### Господарство
На першому місці по господарському значенню стоїть рибальство — як морське, так і річкове. У річках ловили переважно рибу лососевих порід. У морі промишляли навагу (на льоду), корюшку, мойву. Знаряддя рибальства в основному пасивні — запори, ставні сітки, неводи, застосовувалися плавні сіті. У зв'язку з великими об'ємами виловлюваної риби її зазвичай заготовляли про запас — в'ялили, квасили, солили.
Об'єктами морського звіробійного промислу були різні породи тюленячих. Практикувалося полювання на лежбищах і в прибережній зоні загонами в сіті. Продукція звіробійного промислу використовувалася в їжу (м'ясо, жир) і як корм їздовим собакам. Шкури йшли на виготовлення одягу та предметів домашнього вжитку.
Сухопутне полювання мало допоміжне значення. З крупних тварин добували камчатського бурого ведмедя й гірських баранів, м'ясо яких використовувалося в їжу. Об'єктами хутрового промислу були соболь, лисиця, песець.
У господарстві ітельменів було широко представлене збиральництво, причому не тільки задля власних потреб, але й на обмін, зокрема різних дикорослих трав і коренів — одні вживалися в їжу, інші застосовували в народній медицині, треті використовувалися для в'язання мереж, плетіння циновок та інших предметів побуту. Для ітельменів характерна комплексність господарства.